# イケカツオ

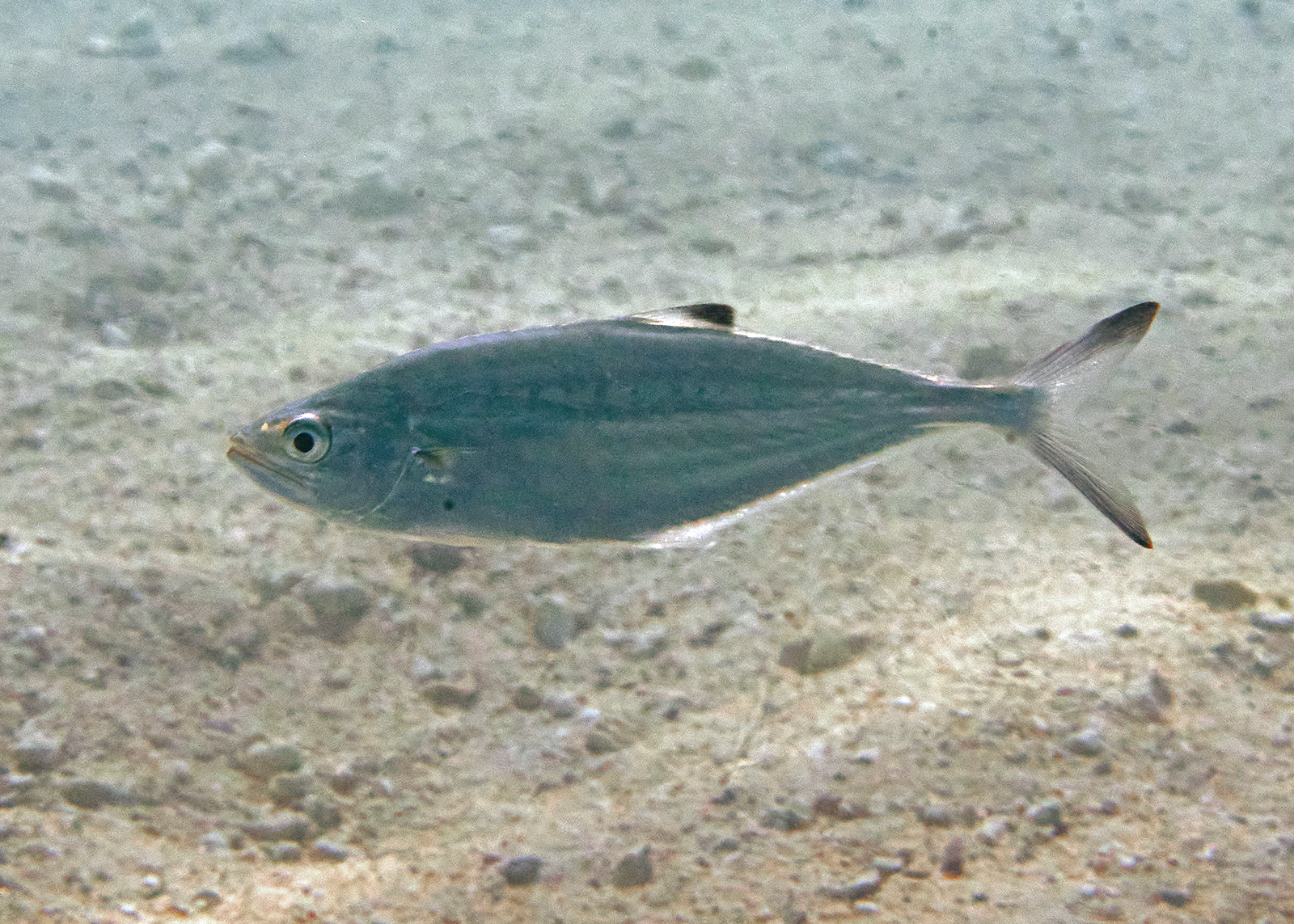

イケカツオ（Scomberoides lysan、生鰹）は、アジ科に分類される熱帯性の海水魚の一種である。インド太平洋に広く分布し、礁に生息する。

## 分布と生息地
東西には紅海・アフリカ東部からハワイ諸島、マルキーズ諸島、トゥアモトゥ諸島まで、南北には南日本からニューサウスウェールズ州とラパ島まで分布する。水深100メートル以浅の比較的透明度の高い水中に生息する。幼魚は汽水域を含む沿岸の浅海、成魚は礁周辺に生息し、主に単独または小さな群れで行動する。

## 形態
最大で全長110センチメートル、体重11キログラムに達することが知られている。全体に銀色で、背びれと尾びれは暗い色であり、側線の上下に暗い斑点の列がある。体の中央部の側線より下にある鱗は鋭い槍状で、皮膚に埋没する。一部のアジ類でみられる稜鱗（ぜんご）は持たない。背びれと臀びれの棘に毒を持つ。

## 生態
稚魚は他の魚の鱗や表皮をはぎ取って食べ、成魚は魚や甲殻類を捕食する。 満月の数日後に礁の斜面で産卵を行う。

## 人間との関係
釣り魚として捕獲され、釣り餌としても使用されることがある。